# As-Sarcha
As-Sarcha oder Bachʿa (arabisch الصرخة al-Sarkha oder بخعة Bakhʽa, syrisch ܒܟܥܐ, neuwestaramäisch בכעא; auch Bakhʽah) ist eine Ortschaft in Syrien. Sie liegt etwa 70 km nordöstlich von Damaskus und 5 km von Maalula auf 1500 m Meereshöhe im Qalamun-Gebirge, das zum Anti-Libanon zählt. Die Bewohner von as-Sarcha sprachen bis zu ihrer Vertreibung durch den Bürgerkrieg in Syrien einen Dialekt der neuwestaramäischen Sprache, die außerdem nur in zwei weiteren Dörfern gesprochen wurde. In as-Sarcha lebten im Jahre 2004 laut Zensus 1440 Menschen, mehrheitlich sunnitische Muslime und zu einem kleineren Anteil Christen, die der griechisch-orthodoxen Kirche von Antiochien angehörten. Heute hat der Ort keine Einwohner mehr.

## Sehenswürdigkeiten
In der Mitte des Ortes befindet sich eine alte griechisch-orthodoxe Kirche, die Sankt-Andreas-Kirche. Ein erheblicher Teil der Christen von as-Sarcha wanderte jedoch nach Maalula ab. Ebenso können zahlreiche antike Wasserkanäle besichtigt werden, die der Bewässerung der Felder dienten und aus Quellen im oberen Bereich des Tales gespeist wurden. Aus der ersten Hälfte des 20. Jahrhunderts stammte das Haus des Mohamed Masoud Hamama, der Mitte des 20. Jahrhunderts nach Damaskus zog. Viele der Bewohner des Ortes lebten später die meiste Zeit in Damaskus und nur im Sommer in as-Sarcha – ähnlich, wie das auch bei Maalula der Fall war. So wuchs die Bevölkerung in as-Sarcha, offiziell 1440 Personen, im Sommer auf 4000 bis 7000 Menschen an.

## Wirtschaft
As-Sarcha lebte vom Bewässerungsfeldbau sowie vom klassischen Anbau mit Bewässerung durch Regen. Es wurde vor allem Obst wie Äpfel, Kirschen, Aprikosen und Trauben angebaut, daneben Gemüse und Getreide. Daneben gab es Vieh- und Geflügelhaltung. Viele der Bewohner arbeiteten in Damaskus.

## Im syrischen Bürgerkrieg
Seit dem syrischen Bürgerkrieg lebt keiner der Einwohner mehr in as-Sarcha, und die Häuser sind zu über 90 % zerstört.
Nach Berichten des oppositionellen Online-Mediums Damascusv.com gab es 2011 in as-Sarcha Proteste gegen Assad, und Bewohner des Ortes kämpften in der bewaffneten Opposition. Ende 2013 kam as-Sarcha unter die Kontrolle der Rebellen, und von hier aus griffen Einheiten der islamistischen al-Nusra-Front ab September 2013 mehrfach den benachbarten, überwiegend christlichen Ort Maalula an, besetzten ihn wiederholt kurzzeitig und richteten mehrere dortige Einwohner hin, bis sie Maalula am 3. Dezember 2013 ganz einnahmen. Am 14. April 2014 gelang es den Regierungstruppen mit Unterstützung der libanesischen schiitischen Miliz Hisbollah, sowohl das zerstörte as-Sarcha als auch das ebenso verwüstete Maalula wieder einzunehmen und die Islamisten zu vertreiben. Nach einer Meldung des Oppositionsmediums El Dorar Al Shamiyya (الدرر الشامية) erließ laut dem „Medienzentrum Qalamun“ die Assad-Regierung ein Dekret, durch welches das Dorf in eine Militärzone umgewandelt wurde, die Einwohner vertrieben und sämtliche Häuser danach von der syrischen Armee mit Bulldozern zerstört wurden. Laut Damascusv.com ist es allerdings die mit der Regierung verbündete Hisbollah, die sich in den Ruinen as-Sarchas eingerichtet hat und den Ort für Militärbewegungen mit dem nahe gelegenen Libanon nutzt. Die Hisbollah ist es hiernach, welche die Rückkehr der vertriebenen Bewohner in ihre Heimat verhindert. Aufnahmen von Ende 2018 zeigen das Dorf zerstört und menschenleer.

## Auf Grund des Krieges aussterbende aramäische Sprache
Das bis 2013 nur noch in as-Sarcha, Maalula und Dschubb-'Adin (andere Transkription Jubb'adin) gesprochene Westaramäische ist nach Angaben des aus Maalula stammenden Sprachexperten George Saarur vom Aussterben bedroht. Eine entscheidende Rolle hierfür spielt, dass die Dorfbewohner nicht mehr in ihrer ehemaligen Heimat, sondern in einer arabischsprachigen Umgebung leben, wo die Kinder nur noch mit Arabisch aufwachsen.